# ریخت‌شناسی کهکشان‌ها

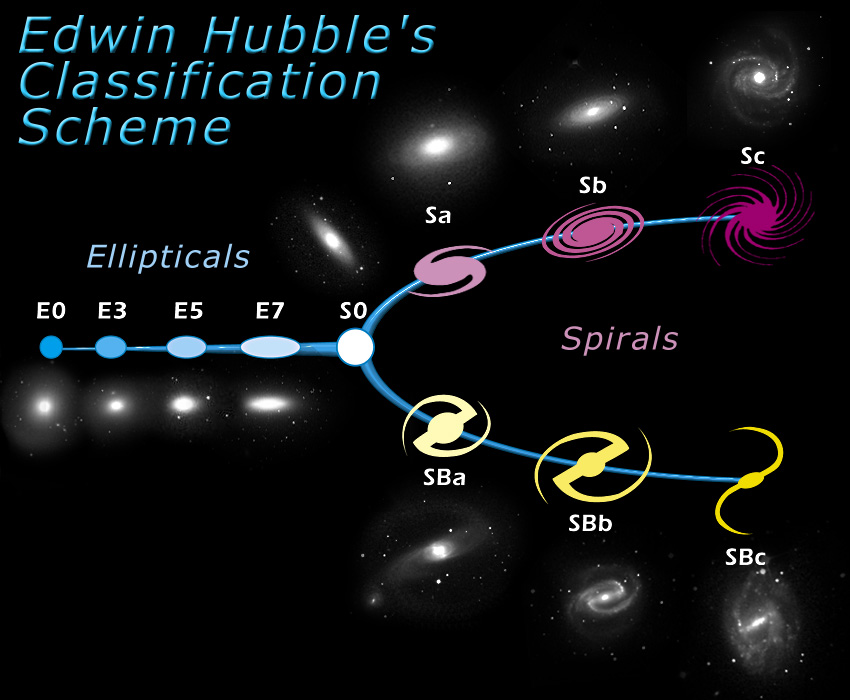
نمودار ترتیب چنگال از توالی هابل

ریخت‌شناسی کهکشان‌ها (انگلیسی: Galaxy morphological classification)
طبقه‌بندی ریخت‌شناسی کهکشان سیستمی است که توسط ستاره شناسان برای تقسیم کهکشان‌ها بر اساس ظاهر بصری آن‌ها استفاده می‌شود. طرح‌های متعددی در استفاده وجود دارد که می‌توان آن‌ها را با توجه به مورفولوژی‌های آن‌ها دسته‌بندی کرد، معروف‌ترین آن‌ها توالی حباب است که توسط ادوین هابل طراحی شده‌است و بعد از آن توسط جرارد دواووکورر و آلن سندیج گسترش یافت.

## توالی هابل

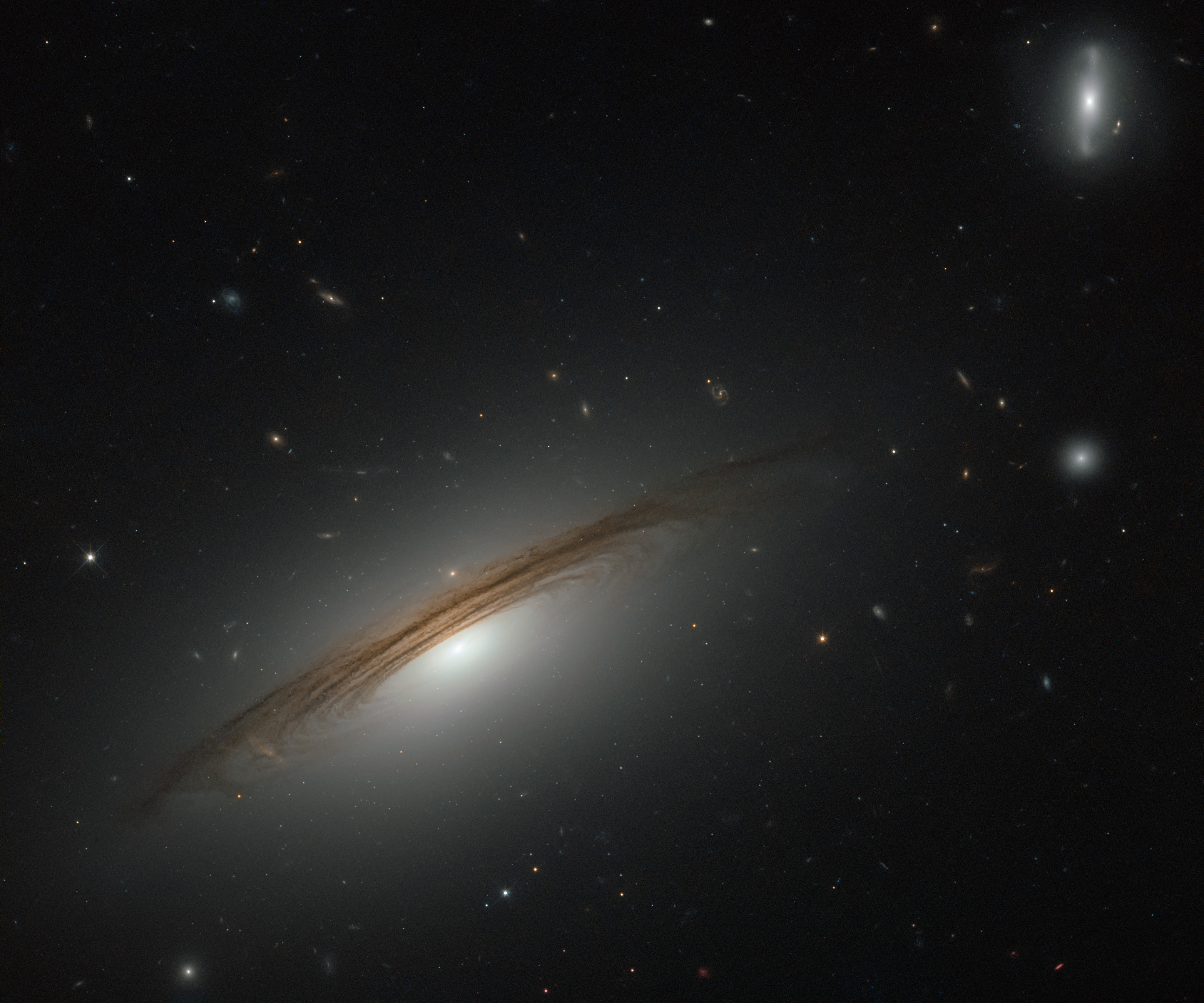
کهکشان مارپیچی UGC 12591 به عنوان یک کهکشان S0 / Sa طبقه‌بندی شده‌است.

توالی هابل یک روش طبقه‌بندی مورفولوژیکی برای کهکشان‌هایی است که توسط ادوین هابل در سال ۱۹۲۶ اختراع شده‌است. اغلب به عنوان شکل هابل که به‌طور سنتی نشان داده می‌شود، به صورت «گوگل هابل» شناخته می‌شود. طرح حباب کهکشان‌ها را براساس ظاهر بصری (در اصل بر روی صفحات عکاسی) به سه طبقه گسترده تقسیم می‌کنند:

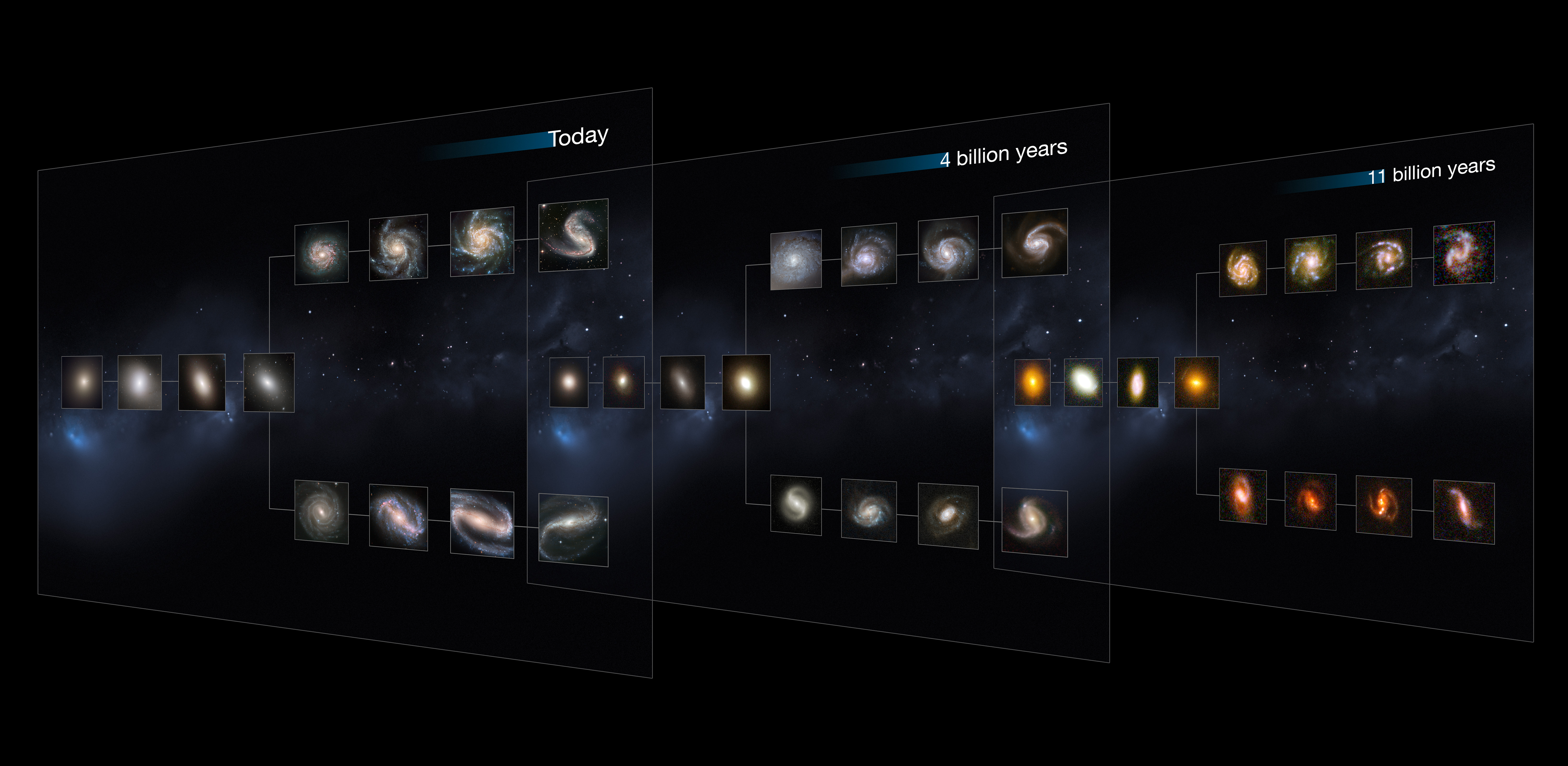
توالی هابل در طول تاریخ جهان.

- کهکشانهای نامنظم دارای توزیع نوری صاف و بدون ظاهری هستند و به صورت بیضوی در تصاویر ظاهر می‌شوند. آن‌ها با علامت "E" مشخص می‌شوند، و به دنبال آن یک عدد صحیح n نشان دهنده درجه بیضوی آن‌ها در آسمان است.
- کهکشان‌های مارپیچی شامل یک دیسک مسطح است که ستارگان ساختار مارپیچی (معمولاً دو مسلح) را تشکیل می‌دهند و غلظت مرکزی ستاره‌های شناخته شده به عنوان برآمدگی کهکشانی، که به نظر می‌رسد به یک کهکشان بیضوی است. آن‌ها نماد "S" هستند. تقریباً نیمی از همه مارپیچ‌ها نیز دارای یک ساختار مانند نوار هستند که از باند مرکزی گسترش می‌یابد. این مارپیچهای مبهم به نماد "SB" داده می‌شوند.
- کهکشانهای عدسی که S0 نامیده می‌شوند نیز شامل یک برآمدگی مرکزی روشن و احاطه شده توسط یک ساختار دوردستی است، اما بر خلاف کهکشان مارپیچی، دیسک‌های کهکشان‌های لنسیکولار هیچ ساختار مارپیچی قابل مشاهده ندارند و به‌طور فعال ستارگان را در هر مقدار قابل توجهی تشکیل نمی‌دهند.

این کلاس‌های گسترده را می‌توان گسترش داد تا تمایز دقیق تر ظاهر را در اختیار داشته باشند و شامل سایر انواع کهکشان‌ها مانند کهکشان‌های نامنظم باشند که دارای ساختار منظم منظم (دیسک یا بیضوی) نیستند.
دنباله حباب اغلب به صورت یک چنگال دو طرفه با حلقهای بیضی شکل در سمت چپ (با درجه بیضوی افزایش از چپ به راست) و مارپیچهای محروم و غیرقابل تشکیل دو شکاف موازی چنگال نشان داده شده‌است. کهکشان‌های لنزیک بین ستاره‌های بیضوی و مارپیچی قرار دارند، در نقطه ای که دو زاویه دید را «دسته» قرار می‌دهند.
تا به امروز، توالی هابل شایع‌ترین سیستم برای طبقه‌بندی کهکشان‌ها، هم در تحقیقات حرفه‌ای نجومی و هم در نجوم آماتور است.

## سیستم دووکلس

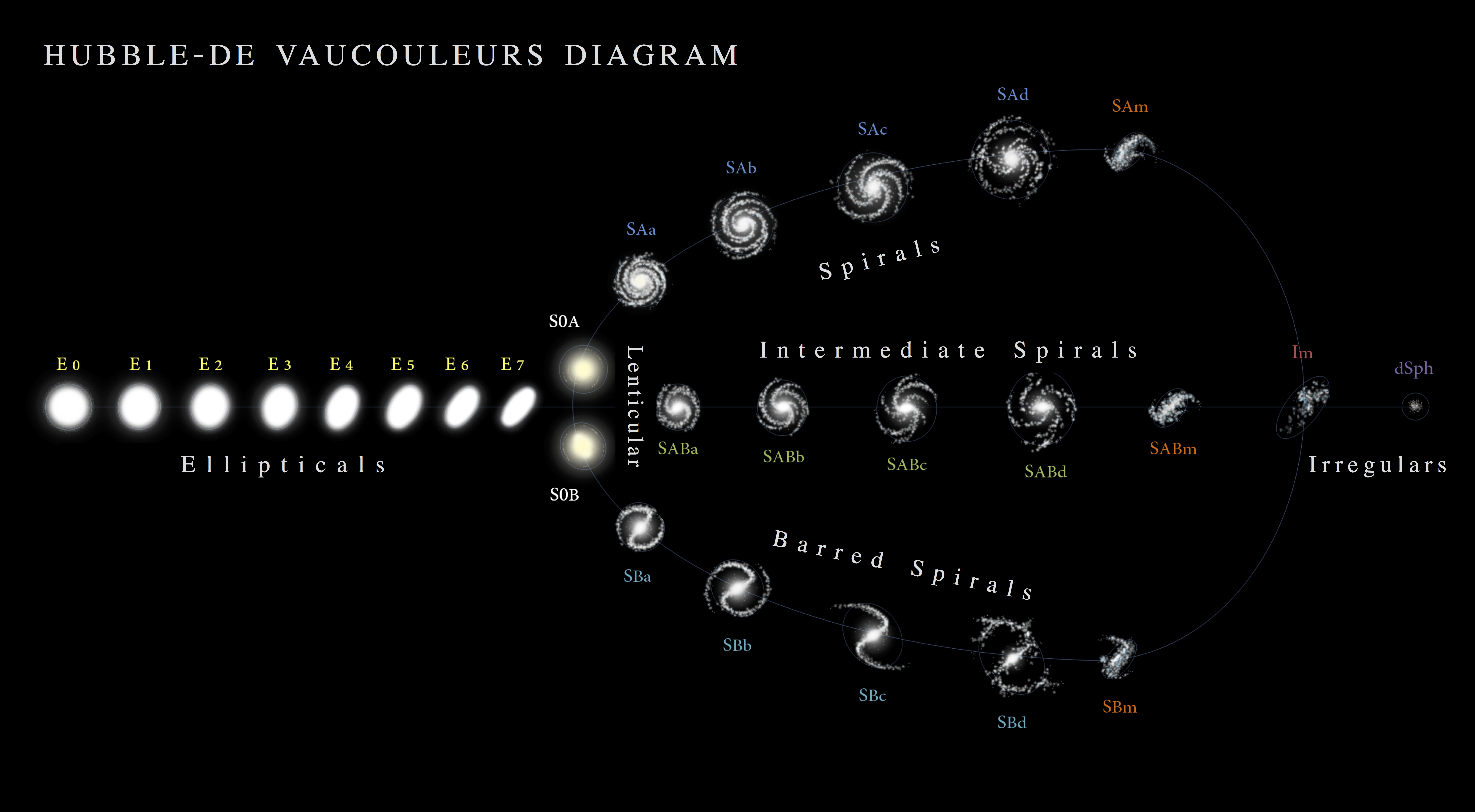
نمودار هورمونی هابل - ظاهرشناسی کهکشانی دووکلس

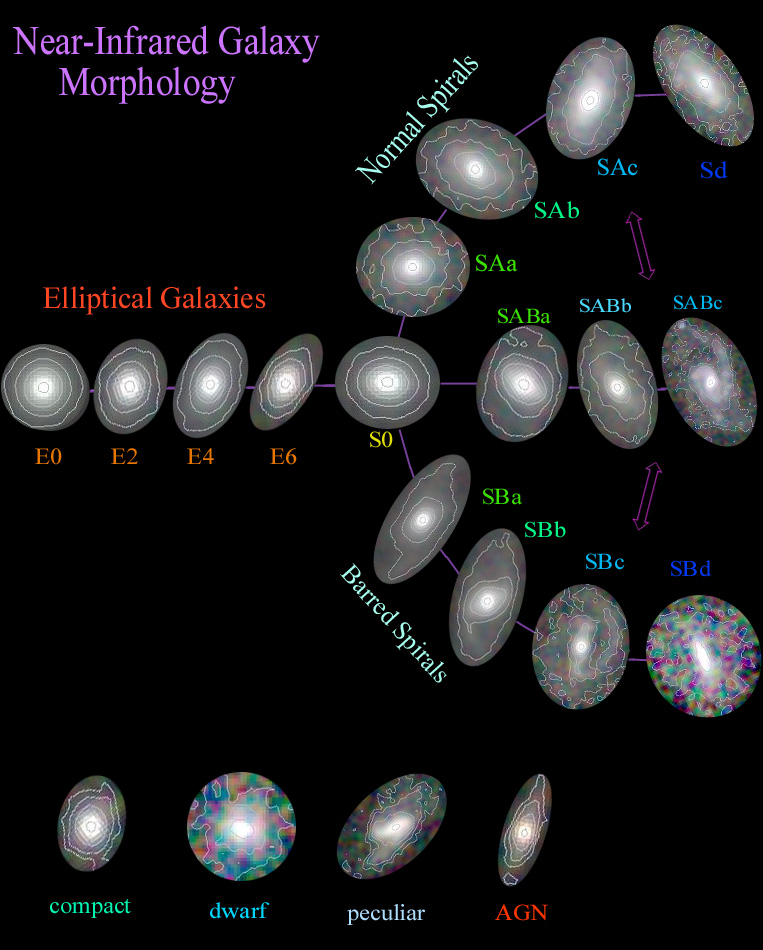

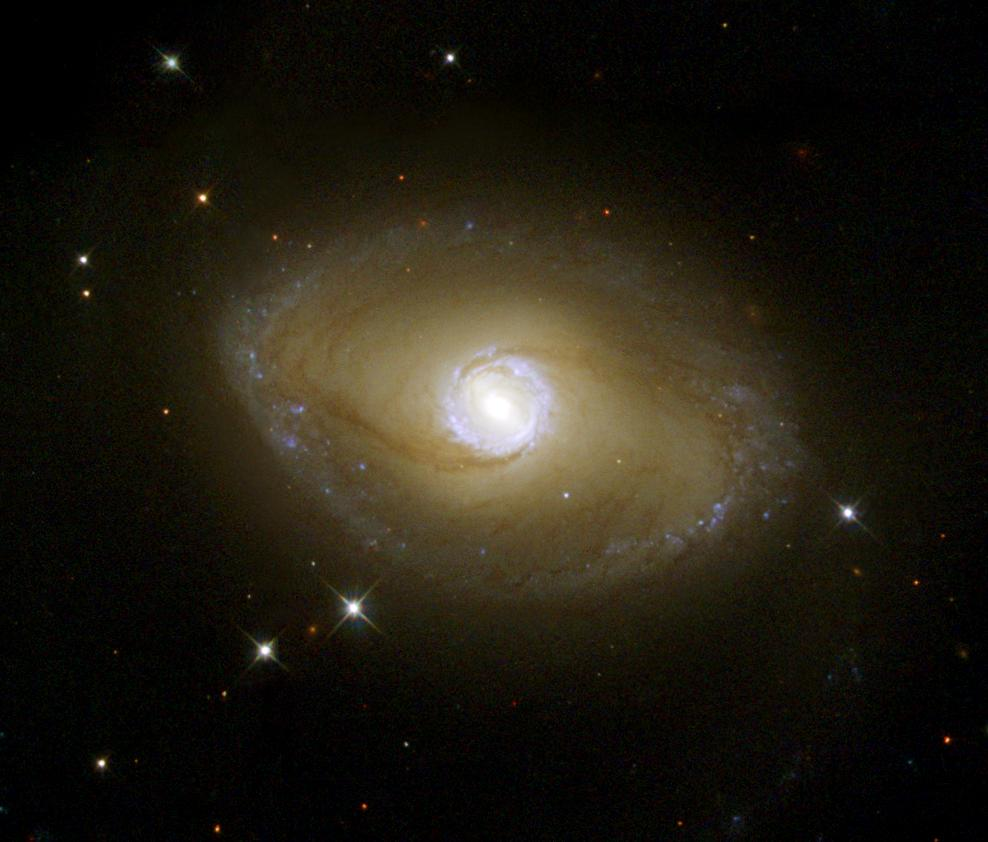
NGC 6782: یک کهکشان مارپیچی (نوع SB (r) 0 / a) با سه حلقه از شعاع‌های مختلف و همچنین یک نوار.

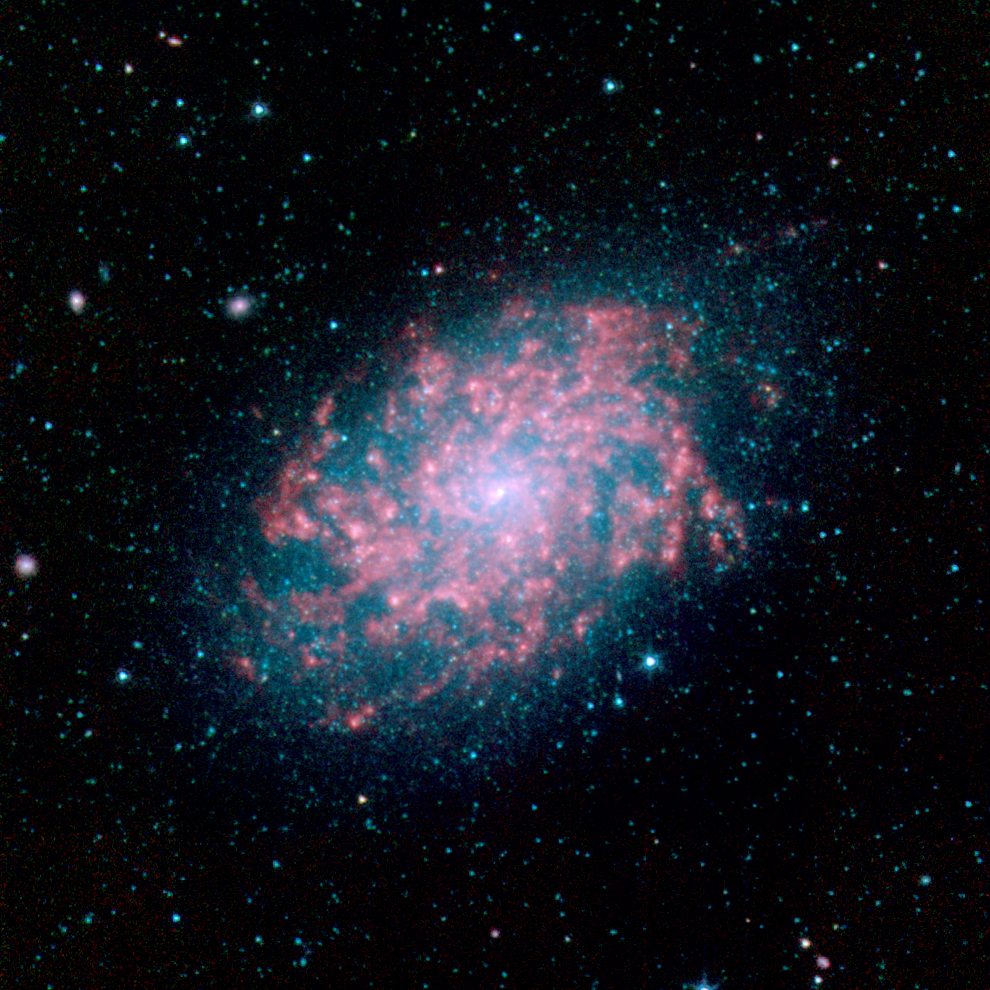
NGC 7793: یک کهکشان مارپیچی نوع SA (s) d.

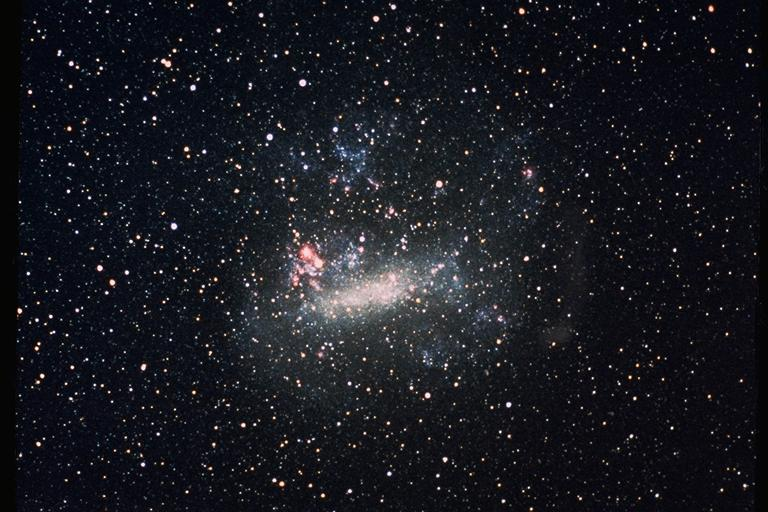
ابر ماژلانی بزرگ: کهکشان نوع SBm است.

سیستم دووکلس برای طبقه‌بندی کهکشان‌ها یک گسترش گسترده برای دنباله هابل است که ابتدا توسط جرارد دووکلس در سال ۱۹۵۹ مورد استفاده قرار گرفت.
دووکلس استدلال کرد که طبقه‌بندی دو بعدی هابل از کهکشان‌های مارپیچی بر اساس تنگی بازوی مارپیچی و حضور یا عدم وجود یک نوار، به اندازه کافی طیف کامل مورفولوژی کهکشان مشاهده نشده را توصیف کرد. به‌طور خاص، او استدلال کرد که حلقه‌ها و لنزها اجزای ساختاری مهم کهکشان مارپیچی هستند.
سیستم دووکلس بخش اصلی کهکشان هابل را به بیضی شکل‌ها، لنگر شکل‌ها، مارپیچی‌ها و ناهموارها حفظ می‌کند. برای تکمیل طرح هابل، دووکلس یک سیستم طبقه‌بندی دقیق تر برای کهکشان‌های مارپیچی را بر اساس سه ویژگی مورفولوژیکی معرفی کرد:
میله‌ها کهکشان‌ها بر اساس وجود یا عدم وجود نوار هسته ای تقسیم می‌شوند. دووکلس نماد SA برای نشان دادن کهکشان مارپیچی بدون میله، تکمیل استفاده هابل از SB برای مارپیچ‌های ممنوعه را معرفی کرد. او همچنین برای یک کلاس متوسط، مجذوب SAB، حاوی مارپیچهای ضعیف شده مجاز است. این کهکشانهای لنزیک نیز به عنوان غیرقانونی (SA0) یا محدود (SB0) طبقه‌بندی شده‌اند، با علامت S0 برای آن کهکشانهایی که برای غیرفعال بودن اینکه آیا یک نوار وجود دارد یا نه (معمولاً به این دلیل است که آن‌ها لبه به خط است) از نظر)
حلقه. کهکشان‌ها به کسانی که ساختارهای حلقه مانند دارند (با عنوان '(r)' تقسیم می‌شوند) و کسانی که بدون حلقه‌ها (نشان داده شده‌اند (s)). کهکشانهای به اصطلاح 'انتقال' به نماد (rs) داده می‌شوند.
سلاح‌های اسپیرال. همان‌طور که در طرح اصلی هابل، کهکشان مارپیچی به یک کلاس متکی هستند که عمدتاً بر تنگی بازوهای مارپیچی آن‌ها قرار دارد. طرح دووکلس سلاح‌های چنگال ساز هابل را گسترش می‌دهد تا شامل چندین کلاس مارپیچی اضافی:
Sd (SBd) - توزیع، بازوهای شکسته ساخته شده از خوشه‌های ستاره ای و سحابی‌های فردی. بسیار ضعیف است
Sm (SBm) - ظاهر نامنظم؛ هیچ جزء برآمدگی
من - کهکشان بسیار نامنظم است
بیشتر کهکشان‌ها در این سه کلاس به عنوان Irr I در برنامه اصلی هابل طبقه‌بندی شدند. علاوه بر این، کلاس SD شامل برخی از کهکشان‌ها از کلاس Sc Scab است. کهکشان‌ها در طبقات Sm و Im به ترتیب بعد از ابرهای ماژلانی نام مارپیچ «ماژلانی» نامیده می‌شوند. ابر ماژلانی بزرگ نوع SBm است، در حالی که ابر کوچک ماژلانی نامنظم است (Im).
عناصر مختلفی از طرح طبقه‌بندی، به ترتیب لیست آنها، ترکیب شده‌اند تا طبقه‌بندی کامل یک کهکشان را ارائه دهند. به عنوان مثال، یک کهکشان مارپیچی ضعیف که با بازوهای زخمی و حلقه نامشخص است، نشان داده شده‌است SAB (r) c.
به‌طور چشمگیری سیستم دووکلس را می‌توان به عنوان یک نسخه سه بعدی از چنگال هابل three-dimensional version بازسازی کرد، با مرحله (مارپیچ) در محور x، خانواده (محدودیت) در محور y و تنوع (حلقه) در z- محور.

## مرحله عکاسی هابل
دووکلس همچنین مقادیر عددی را برای هر گروه از کهکشان در طرح خود اختصاص داده‌است. مقادیر عدد صحنه حباب T از -۶ تا +۱۰ با عدد منفی مربوط به کهکشانهای اولیه (ellipticals و lenticulars) و اعداد مثبت به انواع دیر (مارپیچ و نامنظم) هستند. کهکشان‌های بیضوی به سه مرحله تقسیم می‌شوند: بیضی بیضی شکل (cE)، بیضوی‌های نرمال (E) و انواع دیر (E +). لنگرها به‌طور مشابه به نوع اولیه (S-)، متوسط (S0) و دیر (S +) تقسیم می‌شوند. کهکشان‌های نامنظم می‌توانند از نوع نامنظم مگلیان (T = ۱۰) یا «جمع» (T = ۱۱) باشند.
| مرحله حباب T     | −۶ | −۵ | −۴ | −۳  | −۲  | −۱  | ۰    | ۱  | ۲    | ۳  | ۴    | ۵  | ۶   | ۷  | ۸      | ۹     | ۱۰    | ۱۱ |
| کلاس دووکلس      | cE | E  | E+ | S0− | S00 | S0+ | S0/a | Sa | Sab  | Sb | Sbc  | Sc | Scd | Sd | Sdm    | Sm    | Im    |    |
| کلاس تقریبی هابل | E  | E  | E  | S0  | S0  | S0  | S0/a | Sa | Sa-b | Sb | Sb-c | Sc | Sc  | Sc | Sc-Irr | Irr I | Irr I |    |

استفاده از مراحل عددی اجازه می‌دهد تا مطالعات کمی بیشتر در مورد مورفولوژی کهکشان.

## طرح یرکس (یا مورگان)
ساخته شده توسط ستاره‌شناس آمریکایی ویلیام ویلسون مورگان. مورگان همراه با فیلیپ کینان، سیستم MK را برای طبقه‌بندی ستاره‌ها از طیف آن‌ها توسعه داد. طرح Yerkes از طیف ستاره‌ها در کهکشان استفاده می‌کند؛ شکل واقعی و آشکار؛ و درجه تمرکز مرکزی برای طبقه‌بندی کهکشان‌ها.
| نوع طیفی | توضیح               |
| -------- | ------------------- |
| a        | ستاره‌های برجسته A   |
| af       | ستاره‌های برجسته A-F |
| f        | ستاره‌های برجسته F   |
| fg       | ستاره‌های برجسته F-G |
| g        | ستاره‌های برجسته G   |
| gk       | ستاره‌های برجسته G-K |
| k        | ستاره‌های برجسته K   |

| شکل گالاکتیک | توضیح                                         |
| ------------ | --------------------------------------------- |
| B            | مارپیچ باریک                                  |
| D            | تقارن چرخشی بدون مارپیچ آشکار یا ساختار بیضوی |
| E            | بیضوی                                         |
| Ep           | بیضوی با جذب گرد و غبار                       |
| I            | نامنظم                                        |
| L            | روشنایی سطح پایین                             |
| N            | هسته کوچک روشن                                |
| S            | مارپیچ                                        |

| گرایش | توضیح          |
| ----- | -------------- |
| ۱     | کهکشان تمام رخ |
| ۲     |                |
| ۳     |                |
| ۴     |                |
| ۵     |                |
| ۶     |                |
| ۷     | کهکشان نیم رخ  |

بنابراین، برای مثال، کهکشان آندرومدا به عنوان kS5 طبقه‌بندی می‌شود.